# Зилово (Волынская область)
Зилово (укр. Зілове) — село в Луковской поселковой общине Ковельского района Волынской области Украины.
До 2020 года входило в Турийский район.
Код КОАТУУ — 0725582904. Население по переписи 2001 года составляет 60 человек. Почтовый индекс — 44820. Телефонный код — 3363. Занимает площадь 0,416 км².